# DoDonPachi
DoDonPachi (怒首領蜂 DoDonPachi?, Un juego de palabras con "Abeja Líder Enojada" y "Disparos") es un videojuego arcade de desplazamiento vertical Matamarcianos desarrollado por CAVE y distribuido por Atlus en 1997. Fue el segundo juego desarrollado por CAVE, y el sexto en el hardware arcade de la primera generación de CAVE. Al igual que su predecesor DonPachi, el título es a la vez un término japonés para expresar el sonido de los disparos, y un término que se refiere a las abejas (que aquí significa "Abeja Líder Enojada"). La secuela de este juego es DoDonPachi II, que fue hecha por un desarrollador diferente. El desarrollador original más tarde lanzó su propia secuela, DoDonPachi Dai-Ou-Jou.

## Descripción
En comparación con DonPachi, DoDonPachi es generalmente conocido por la introducción de nuevos elementos de juego por las mejoras o los cambios de las existentes. El fondo general del juego, a diferencia de las siguientes secuelas, permanece más o menos en torno a una supuesta invasión de una misteriosa raza de extraterrestres mecanizadas, que el jugador está llamada a afrontar a lo largo de su recorrido. Sin embargo, los secretos más siniestros e impactantes se encuentran debajo de la superficie, accesible sólo para los de mayor valentía y habilidad para borrar todo el juego.

## Jugabilidad

### Combatientes
El jugador asume el papel de un escuadrón de caza frente a una raza de alienígenas mecanizadas que recientemente apareció y comenzó a causar estragos. Hay tres naves diferentes para elegir, y cada nave puede jugar en los modos Láser o Disparos.
- Tipo A: De rojo (o amarillo/naranja para el segundo jugador) son los de combate, que disparan una corriente estrecha de tiros.
- Tipo B: De verde (o violeta psara el segundo jugador) son los helicópteros, que dispara sus armas principales hacia adelante, pero tiene armas secundarios que giran en la dirección del movimiento.
- Tipo C: De azul (o negro para el segundo jugador) son naves que disparan en tres vías amplias de propagación sus tiros.

### Armas

#### Armas de fuego
Cada avión tiene un arma principal hacia adelante que se utiliza pulsando los dos botones de disparo, al estilo de lo que está determinado por el tipo de disparos elegido. Cada nave también cuenta con dos cañones flotantes pequeñas que se despliega en el inicio del juego. La colocación de las armas de fuego es diferente en cada nave, lo que afecta a su estilo de disparo.

#### Láser
Si se mantiene pulsado el botón de disparo, los cañones flotantes se unen al frente de la nave para producir un haz vertical, que proporciona más poder de fuego que el fuego estándar. Este también hace que la nave mueva más lentamente. Un aura se genera en torno a la nave del jugador, lo que daña en contacto enemigo. 
Si láser es disparado en las proximidades de los enemigos, el láser ofrece más daño al enemigo.

#### Bombas
La nave tiene un número limitado de bombas, que se activan pulsando el botón de bombas. Hay dos tipos de bombas que se pueden utilizar en cualquier momento normalmente, y no hay sanción por recoger una bomba especial para utilizar, además de reducir los puntos que el uso de una bomba podrían dar. Estas bombas se activan en función de si está utilizando el fuego estándar o fuego láser cuando se pulsa el botón de la bomba: 
- Mientras disparas en el modo estándar, las bombas producen una gran explosión que daña o destruye a todos los enemigos en pantalla, y hace que todos los proyectiles enemigos desaparecen durante toda la duración de la explosión.
- Mientras disparas en el modo láser, la nave desata un haz de alta potencia en su lugar, lo que hace más daño los que están en ese camino. Los proyectiles enemigos en el rango del haz serán destruidos.

Al comienzo del juego, el jugador tiene 3 ranuras de bombas, y el recuento de ranura se incrementa en 1 cada jugador a la vez que el jugador pierde una vida (hasta 6 ranuras).

#### Modos de potenciación
Cada nave se puede jugar con el refuerzo disparo o láser, por lo que el modo elegido de disparar lo hace más de gran alcance; el modo se elige como tu eliges la nave:
- Modo Disparo: aumenta la densidad / propagación de disparos normales, lo que duplica la potencia de fuego estándar.
- Modo Láser: aumenta la eficacia del arma láser, permitiendo que al láser penetrar a través de múltiples enemigos. También le da un escudo contra los enemigos de bombardeo de menor importancia mientras efectúa el disparo del haz.

Cuando el jugador pierde una vida, el poder del arma elegida se reduce a uno, y el poder de la otra arma se reduce al nivel más bajo.

### Artículos de colección
Hay tres tipos de elementos de potenciadores en el juego, identificados por letras distintas:
- P: Hace las armas del jugador más fuerte y más grueso el láser.
- B: Agrega una bomba de suministro del jugador. El jugador puede contener un máximo de tres bombas en el arranque; este plazo máximo aumenta en una unidad cada vez que el jugador pierde una vida, hasta un máximo total de seis. Al final de una etapa, el suministro de bombas del jugador se encuentra totalmente restaurada, hasta el límite que se encuentra actualmente en el juego.
- MP: Aparece después de que el jugador ha perdido todas sus vidas y, como tal, sólo puede ser recogido cuando se continua. La recopilación de esta poder para las armas del jugador para lograr toda su fuerza.

También se encuentran los siguientes potenciadores:
- Abeja: Hay 13 abejas de oro esparcidas por todo el escenario, que están expuestos a los disparo de la cabeza del láser sobre la zona. El valor de cada una proporciona más valor si el jugador no pierde ninguna vida, comenzando con 100, luego 200, 400, 800, 1.000, 2.000, 4.000, 8.000, 10.000, 20.000, 40.000, 80.000, hasta llegar finalmente a los 100.000. Cuando el jugador pierde una vida, la próxima abeja recolectada cae a 100 puntos.
- Estrella: Se gana 100 puntos al recogerlo. Cuando se destruye un jefe o al final de mediados jefe, cada uno de sus balas se convierten en estrellas.
- Estrella gigante: Se gana 10.000 puntos al recogerlo. En una de las partes del jefe, la destrucción de un componente no crítico hace aparecer una estrella gigante.
- Pentágono: Se gana 300 puntos al recogerlo. Los pentágonos sólo se encuentran en el suelo.

### Bono MÁXIMO
Lo nuevo de DoDonPachi es la adición del "Modo MÁXIMO". Este modo se activa cada vez que se recoge una bomba cuando todas las ranuras están llenas de bombas. Durante el modo MÁXIMO, la puntuación del jugador se incrementa en al menos 220 puntos por segundo, excepto durante los combates contra jefes. El multiplicador de puntos comienza con 2, y se incrementa en 1 por cada bomba sucesiva recogido en el modo MÁXIMO. Siempre que se utilice una bomba o el jugador pierda una vida, el modo MÁXIMO termina hasta cuando se sobrealmacene nuevamente las bombas, lo que hará que el multiplicador se reanude en el último valor multiplicador. El multiplicador se traslada a las etapas sucesivas (incluyendo nuevo bucle).

### Obtener Puntos del Sistema
Obtener Puntos del Sistema(GPS por sus siglas en inglés) de DonPachi se mejora. La destrucción de un enemigo o de parte de un enemigo aumenta el combo por 1 y se acumula un medidor combinado en el lado izquierdo. El medidor de combo drena constantemente, y el combo se rompe cuando se vacía. Usando el láser para dañar de forma continua a un enemigo mantendrá un nivel bajo en el indicador y aumentara periódicamente el combo por 1. El jugador recibe un número creciente de puntos para el mismo enemigo con mayor recuento de apariciones. 
En la batalla contra el jefe, no hay medidor de combo. El combo simplemente aumenta cuando el jefe es golpeado por un láser o un láser de bomba del jugador, y disminuye por lo contrario. La parte del jefe en ser golpeada puede ser una parte no fundamental para aumentar el conteo de golpes, pero sin incluir los enemigos lanzados por el jefe desde el comienzo de la batalla con el mismo.

### Áreas
El juego tiene 7 zonas, pero la zona 7 sólo se puede acceder mediante la introducción del segundo bucle. El segundo bucle es accesible al completar los primeros 6 zonas con solo 1 crédito y el cumplimiento de uno de los siguientes requisitos:
- Perdiendo a lo sumo 2 peleas (vidas).
- Dependiendo de la nave utilizada, tienen un número máximo de poder de golpe de por lo menos lo siguiente:
  - Tipo A: 270 golpes
  - Tipo B: 300 golpes
  - Tipo C: 330 golpes
- Marcando por lo menos 50 millones de puntos al final de la zona 6.
- Recoger todas las 13 abejas en cuatro de las seis áreas.

El segundo bucle tiene las mismas áreas, patrones de enemigos y jefes que el primer bucle, pero la cantidad de balas del fuego enemigo es mucho mayor. La destrucción de la zona 6 del jefe en el segundo bucle desbloquea un área secreta en la que lucha el jefe de la marca de la serie, la abeja mecánica gigante Hachi (蜂; 'abeja'). Al derrotar a él, a continuación, se luchara contra Hibachi (火蜂; 'abeja de fuego'), verdadero jefe final en DoDonPachi. Si es derrotado, entonces se logra el mejor final.

#### Área bonus
Después de completar un área, el jugador gana alguna de las siguientes puntuaciones en función del rendimiento en el área completada:
- Disparo del jefe: Es la suma de la puntuación del jefe, y 5.000 puntos por golpe-combo cuando se destruye al jefe.
- Estrellas: 500 puntos por artículo recogidos en el área con la vida actual.
- Pentágonos: 1.000 puntos por artículo recogidos en el área con la vida actual.
- SIN PERDER: Si el jugador no perdió ninguna vida en el área completa, el jugador tiene 200.000 puntos en la zona 1, y el bono se incrementa en 100.000 puntos por cada zona sucesiva. Para las áreas del segundo bucle, el jugador obtiene 2.000.000 puntos para la zona 1, y el bono se incrementa en 1.000.000 puntos por cada zona sucesiva.

Si el segundo bucle se completa con 1 crédito, el jugador recibe 10 millones de puntos para cada luchador reservado.

#### Finales
Si un jugador no cumple con los requisitos para el acceso al segundo ciclo, el jugador simplemente será felicitado por el comandante del Cuerpo de DonPachi por su valentía en la batalla. No hay créditos para el jugador que termine el juego de esta manera.
Si se cumplen los requisitos, el comandante revela, en un giro sorprendente, que los extraterrestres mecanizadas eran de hecho los camaradas propios del piloto (la versión internacional del juego hace esto como una "flota perdida" legendaria entre los cadetes) que tratan de detenerlo al jugador, consciente de nefasto proyecto del comandante revela en el final verdadero. Después de haber cumplido su propósito, la flota de avanzada del comandante recibe la orden de aniquilar al piloto, y sobre esta premisa se inicia el segundo bucle del juego.
Si el jugador completa el juego una vez más, esta vez sin ningún tipo de condiciones, salvo en la aniquilación de la última lucha máquina Hibachi, en el verdadero fin que el piloto se da cuenta de que el verdadero objetivo de DonPachi era aniquilar a la raza humana, debido a la idea de su desquiciado comandante de que la humanidad fue una creación defectuosa hecha para ser erradicada de la existencia. Irónicamente, los problemas existentes de la superpoblación, la contaminación ambiental, y las carreras de armamentos fueron resueltos por esta unipersonal guerra. Los créditos de personal aparecen después.

## Récords mundiales
Arcadia (anteriormente Gamest) enumera los siguientes como las mejores puntuaciones actuales en todo el mundo para DoDonPachi:
- 748.414.350 - Tipo A por el jugador SOF-WTN
- 704.468.390 - Tipo B por el jugador KTL-NAL
- 722.157.820 - Tipo C por el jugador SSP-YOU KUMO

## Versión campaña
También llamada Versión Especial o DDP BLUE ROM, esta es una placa arcade especial entregado a la ganadora de un concurso de puntuación DoDonPachi de CAVE para promover el juego para la consola Sega Saturn, en el que se pidió a cada participante que presente la mayor puntuación que pudieran llegar en un plazo de tres días. Es esencialmente el mismo juego con un incremento extremo de dificultad, con la adición de un Hyper Mode (una forma primitiva de la función que luego se ve en la secuela DoDonPachi Dai -Ou -Jou) y de azul (en vez de rojo). Extremadamente raro y muy buscado, sólo un único espécimen se ha confirmado que existe hasta el momento, propiedad de ganador del concurso, conocido como ZBL-NAI. En una conferencia de prensa de 2010, Makoto Asada de CAVE confirmó que no hay otras versiones campaña que se hayan producido y que la empresa ha perdido todas las copias del código fuente del juego, exponiendo de manera efectiva la versión de la campaña con el riesgo de perderse para siempre en caso de fallo de hardware. Los comentarios de Asada , sin embargo, fueron peculiares, como cuando en la primera Cave Matsuri (Festival de CAVE) , celebrado en el HEY! Arcada en Akihabara, a finales de diciembre de 2006, contó con no había uno, sido dos de esta versión. Este evento fue antes de que Asada se una a la compañía, y es muy probable que haya cambiado la declaración por la compañía para evitar las peticiones de volcado de ROM. Si bien sus declaraciones, por orden cronológico, podría todavía ser verdad, la pérdida de los dos conjuntos de ROM y, posiblemente, el código fuente tendría que haber sucedido en los tres años entre el festival y la rueda de prensa , después de haber sobrevivido unos 15 años antes .

## Versiones móviles
La versión de EzWeb fue lanzado en 2 juegos separados. DoDonPuchi es una versión móvil del juego. Una versión i-mode fue liberada después de que el juego original DoDonPuchi. Incluye gráficos mejorados con respecto al original.